# No Nuclear War
Albums par
No Nuclear War est le huitième album de solo du chanteur jamaïcain de reggae Peter Tosh. Il est sorti en 1987 mais avait été enregistré dès 1985. Il a remporté le Reggae Grammy Award en 1987. La réédition de 2002 propose en titre bonus une version single de la chanson titre No Nuclear War.

## Liste des chansons
1. No Nuclear War
2. Nah Goa Jail
3. Fight apartheid
4. Vampire
5. In My Song
6. Lessons In My Life
7. Testify
8. Come Together